# تپه اسدآباد خورین ۳
تپه اسدآباد خورین ۳ مربوط به تا دوران‌های تاریخی پس از اسلام است و در شهرستان قزوین، بخش کوهین، روستای اسدآباد خوروین واقع شده و این اثر در تاریخ ۲۵ اسفند ۱۳۷۹ با شمارهٔ ثبت ۳۱۶۰ به‌عنوان یکی از آثار ملی ایران به ثبت رسیده است.